# Carinatogecko aspratilis
Carinatogecko aspratilis är en ödleart som beskrevs av  Anderson 1973. Carinatogecko aspratilis ingår i släktet Carinatogecko och familjen geckoödlor. IUCN kategoriserar arten globalt som otillräckligt studerad. Inga underarter finns listade.